# إيما ستيفنز
إيما ستيفنز (بالإنجليزية: Emma Stevens) هي مغنية وكاتبة غنائية بريطانية، ولدت في 4 مايو 1986 في غلدفورد في المملكة المتحدة.

## وصلات خارجية
- الموقع الرسمي
- إيما ستيفنز على موقع ميوزك برينز (الإنجليزية)
- إيما ستيفنز على موقع أول ميوزيك (الإنجليزية)
- إيما ستيفنز على موقع ديسكوغز (الإنجليزية)